# Clerques
Clerques település Franciaországban, Pas-de-Calais megyében. Lakosainak száma 314 fő (2022. január 1.). Clerques Louches, Landrethun-lès-Ardres, Licques, Tournehem-sur-la-Hem, Audrehem, Bonningues-lès-Ardres és Rebergues községekkel határos.

## Népesség
A település népességének változása:
| Lakosok száma | 296  | 313  | 323  | 327  | 327  | 327  | 320  | 317  | 314  |
|               | 2013 | 2015 | 2016 | 2017 | 2018 | 2019 | 2020 | 2021 | 2022 |